# Badince
Badince (cyr. Бадинце) – wieś w Serbii, w okręgu jablanickim, w mieście Leskovac. W 2011 roku liczyła 530 mieszkańców.